# Nizier de Trèves
Pour les articles homonymes, voir Nicetius et Nicet.
Nizier ou Nicet (en latin : Nicetius) est un évêque de Trèves de 526 à sa mort en 566 ou 569. Sa fête est le 1er octobre.

## Biographie
Avant de prendre ses fonctions comme évêque, Nicetius dirige un monastère à Limoges. Il est désigné comme évêque de Trèves par le roi franc Thierry Ier.
Il participe aux conciles de Clermont (535), d'Orléans (549), Toul (550), et Paris (552). Renvoyé par le roi Clotaire Ier en raison de ses critiques, il revient à Trèves sous le règne de Sigebert Ier, en 561. Dans une lettre de 565 à l'empereur Justinien, il lui demande de renoncer à l'hérésie de Nestorius et d'Eutychès, et la persécution des fidèles. Il participe à la construction de plusieurs églises à Trèves (la cathédrale, Saint-Maximin…).
Le psautier Egbert le désigne en 981 pour la première fois comme un saint. Grégoire de Tours écrit la plus ancienne vie de Nizier. Dans le diocèse de Trèves, il est vénéré comme un saint.

## Source
- (de) Cet article est partiellement ou en totalité issu de l’article de Wikipédia en allemand intitulé « Nicetius » (voir la liste des auteurs).